# Берлатс
Берла́тс (фр. и окс. Berlats) — коммуна во Франции, находится в регионе Юг — Пиренеи. Департамент — Тарн. Входит в состав кантона От-Тер-д’Ок. Округ коммуны — Кастр.
Код INSEE коммуны — 81028.

## География
Коммуна расположена приблизительно в 580 км к югу от Парижа, в 95 км восточнее Тулузы, в 45 км к юго-востоку от Альби.

## Климат
Климат умеренно-океанический. Зима мягкая и дождливая, лето жаркое с частыми грозами. Ветры довольно редки.

## Население
Население коммуны на 2010 год составляло 105 человек.
| 1962 | 1968 | 1975 | 1982 | 1990 | 1999 | 2010 |
| ---- | ---- | ---- | ---- | ---- | ---- | ---- |
| 218  | 173  | 148  | 112  | 106  | 110  | 105  |

## Экономика
В 2007 году среди 69 человек в трудоспособном возрасте (15—64 лет) 48 были экономически активными, 21 — неактивными (показатель активности — 69,6 %, в 1999 году было 80,9 %). Из 48 активных работали 44 человека (26 мужчин и 18 женщин), безработных было 4 (3 мужчин и 1 женщина). Среди 21 неактивных 5 человек были учениками или студентами, 8 — пенсионерами, 8 были неактивными по другим причинам.